# Art en Australie

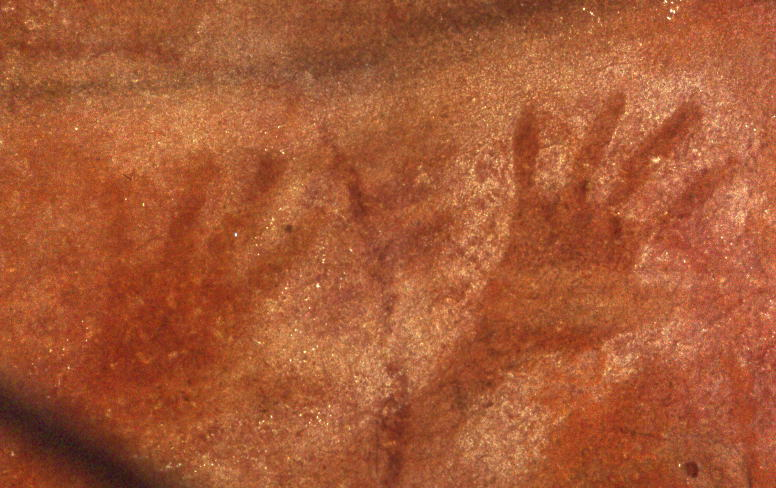
L'art indigène australien est la tradition continue la plus ancienne de l'art dans le monde.

Les arts visuels en Australie ont une longue histoire qui commence il y a sans doute plus de 30 000 ans, avec les peintures sur paroi et les peintures sur bois aborigènes. Les arts visuels australiens incluent l'art indigène australien, l'art colonial, les paysages, les œuvres d'atelier, l'art moderne et contemporain. L'Australie a produit beaucoup d'artistes importants, tant dans la tradition occidentale que dans la tradition indigène. Le caractère sacré de la terre est d’ailleurs un thème commun à ces deux traditions artistiques.

## Art des Aborigènes

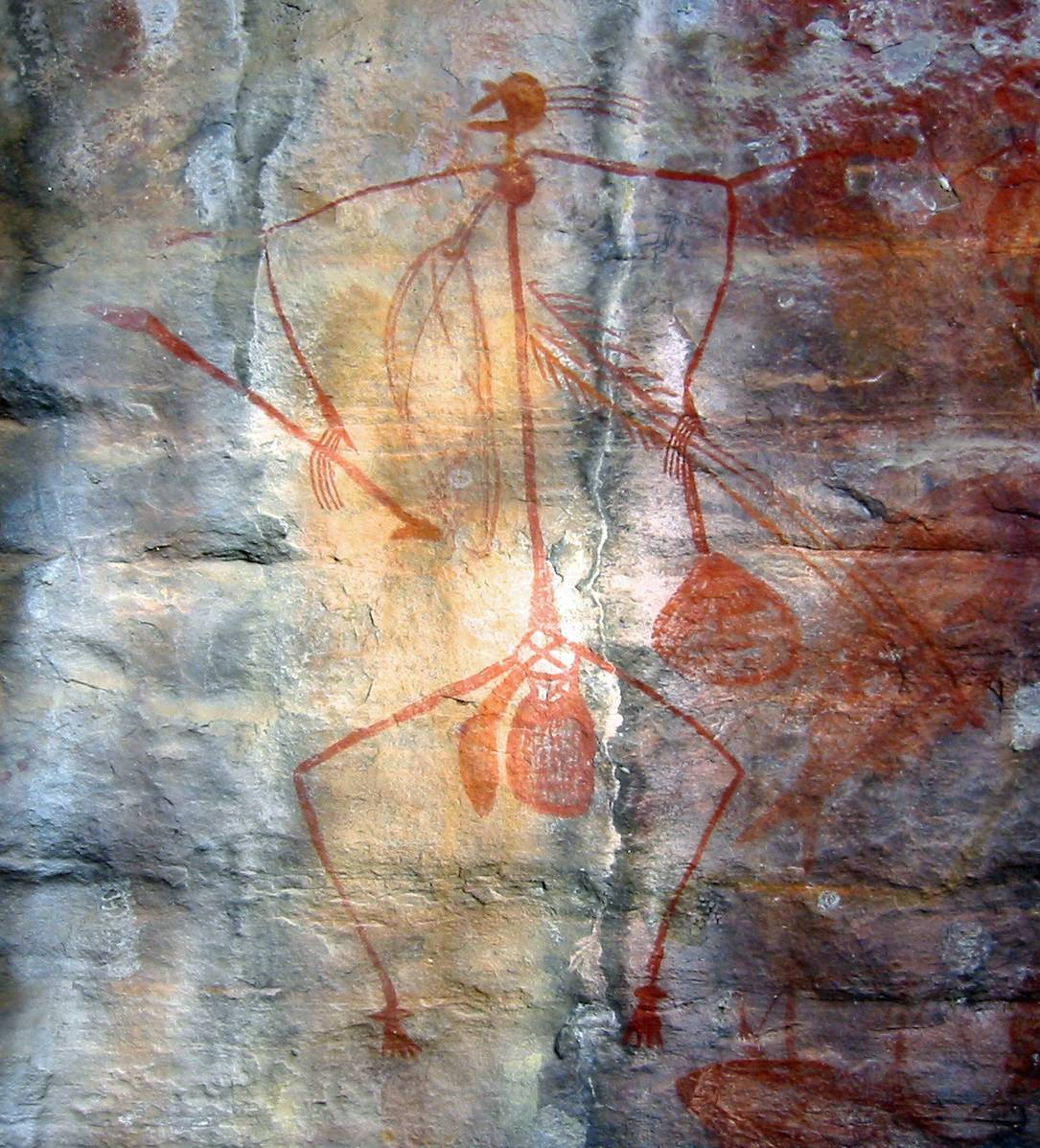
L'art célèbre du Kakadu. Le Parc national de Kakadu, en Territoire du nord, est classé sur la liste de l'UNESCO en tant que patrimoine culturel.

Les Aborigènes sont de remarquables peintres, sur écorce dans le nord des Territoires du Nord, sur tissu et toile dans la partie centrale du désert. En termes d'ancienneté et d’abondance, l'art pariétal en Australie est comparable à celui des lieux européens mondialement connus comme ceux de Lascaux en France et Altamira en Espagne. On pense que l'art indigène australien,  actuellement reconnu comme faisant partie des beaux-arts, même s’il est aussi utilitaire et décoratif,  est la tradition continue la plus ancienne de l'art dans le monde. Les exemples les plus anciens de l'expression artistique ont lieu plus de 30 000 années.

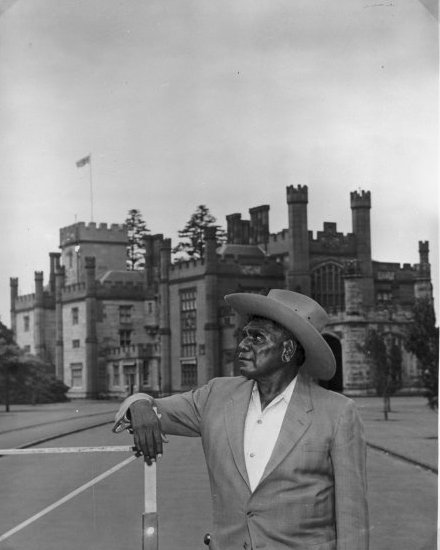
Albert Namatjira, à la maison du gouverneur à Sydney, 1955.

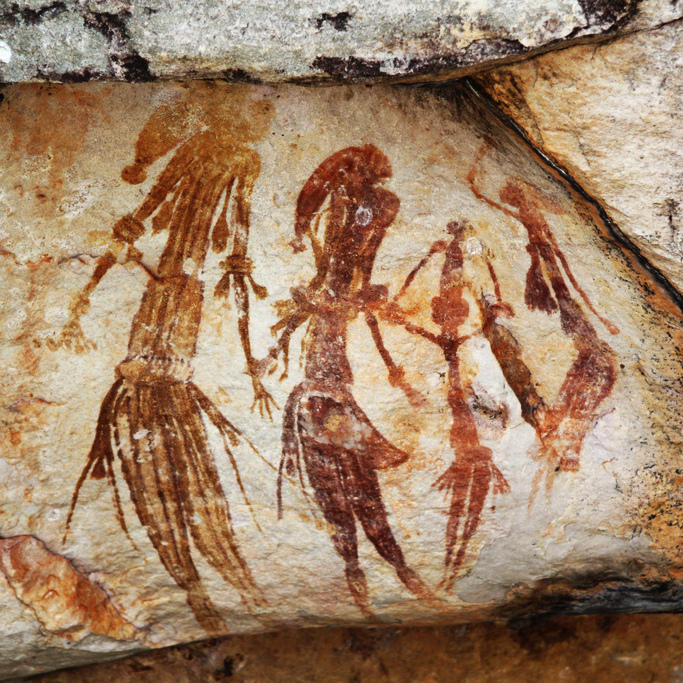
The Bradshaws (Gwion Gwion) du Kimberley region, en Western Australia. Peut-être les exemples les plus anciens de l'expression artistique du monde.

Il y a trois modèles régionaux d'art. Le premier comprend des figures géométriques gravées, telles que des cercles, des cercles concentriques, des arcs, des voies animales et des points - on le trouve en Australie centrale, en Tasmanie, dans la région de Kimberleys, et l’État de Victoria. Le deuxième est le modèle figuratif simple des silhouettes peintes ou gravées, qu’on trouve au Queensland. La troisième forme comprend des peintures figuratives complexes, telles que l'art de rayon X, qui montre les organes internes des humains et des animaux. On la trouve en terre d'Arnhem.
Les dessins et figures peintes par les Aborigènes ont tous une signification bien particulière liée à la mythologie du rêve et pouvant être assimilés à une forme d'écriture. À l'exception des peintures rupestres, la plupart des œuvres aborigènes étaient éphémères : peintures corporelles, dessins sur le sable, peintures végétales au sol.
William Barak (c.1824-1903) fut le dernier « ancien » traditionnel (ngurungaeta) du clan aborigène des Wurundjeri-willam, groupe qui habitait la région de la ville contemporaine de Melbourne. Il devint un porte-parole influent pour la justice sociale indigène et un informateur important sur la culture Wurundjeri. Son œuvre artistique est connue pour des dessins qui révèlent la vie traditionnelle de sa jeunesse et les rencontres avec les Européens. On les estime beaucoup et son œuvre est en exposition permanente dans le Centre Ian Potter de la National Gallery of Victoria à Melbourne et dans le Ballarat Fine Art Gallery. Margaret Preston (1875 – 1963), peintre moderniste, devint l'un des peintres les plus populaires d'Australie ; elle fut l’une des premières artistes occidentales  influencées par l'art indigène. Albert Namatjira (1902-1959), membre du peuple Arrernte de l'ouest, est l'un des plus célèbres peintres australiens. Il est surtout connu pour ses aquarelles de paysages du désert australien, un style qui a inspiré l'École Hermannsburg d'art aborigène. Les œuvres d'Elizabeth Durack sont remarquables par leur façon de mêler la perception du monde de deux cultures, occidentale et aborigène. Elle a travaillé la peinture à l'huile, la gouache, l'encre à la plume pour des paysages et des personnages.
À partir des années 1970, les Aborigènes ont abordé la peinture acrylique sur toile. Les œuvres aborigènes évoquent souvent le temps du rêve qui relate le mythe de la Création selon leur culture. Ce mouvement d'art - le Western Desert Art Movement - est devenu l'un des mouvements d'art les plus significatifs du XXe siècle. En 2007, le tableau d'Emily Kame Kngwarreye, Earth's Creation s'est vendu pour l'équivalent de 671 000 euros.
Des exemples d'Art rupestre peuvent être trouvés dans les parcs publics, même dans les grandes villes, comme au Parc national Ku-ring-gai Chase à Sydney. Les Parcs nationaux d'Uluṟu-Kata Tjuṯa et Kakadu, en Territoire du nord, sont classés sur la liste de l'UNESCO comme  patrimoine culturel et offrent une histoire des techniques et du comportement illustrée par des peintures,.
Le National Gallery of Australia montre une grande collection de peintures d'écorce, de tissages, de sculptures et d’œuvres d'art  produits par les  Indigènes du Détroit de Torres, qui sont connus pour leurs sculptures et coiffes artistiques. 
Un musée et centre d'art Buku-Larrnggay Mulka  se situe dans la ville d' Yirrkala, une petite communauté aborigène au Nord-est du Territoire du Nord, approximativement à 700 km à l'est de Darwin. Il est entièrement consacré à l'art et la culture aborigène du nord de l'Australie. Le centre d'art  MAC (Maningrida Arts & Culture) est installé dans la communauté de Maningrida qui se trouve au centre de la Terre d’Arnhem, au nord de l’Australie. Le MAC représente les œuvres de plus de 700 artistes résidant dans la région de Maningrida, qui s’étend sur plus de 10 000 kilomètres carrés. La plupart des artistes habitent dans un des 32 outstations, ou campements isolés, autour de Maningrida.

## L'art en Australie depuis leXVIIIesiècle
L’Australie a eu une école de peinture importante dès les premiers jours de la colonisation européenne et possède des peintres de réputation internationale: Sir Sidney Nolan, Russell Drysdale, Arthur Boyd et Brett Whiteley, sans oublier de nombreux artistes aborigènes au travail primé. 

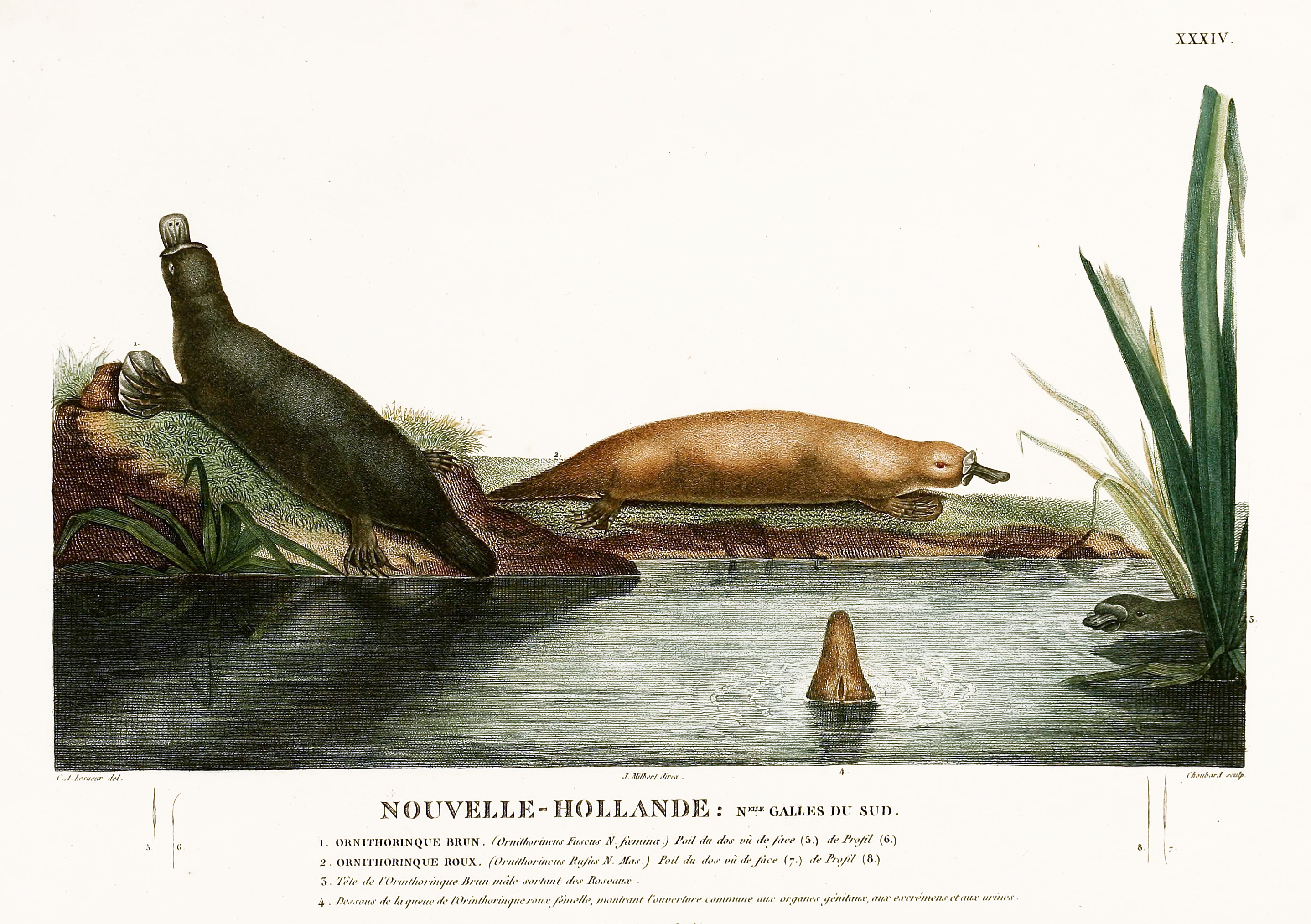
Ornithorynque dessiné par un membre de l'expédition Baudin, début du XIXe siècle.
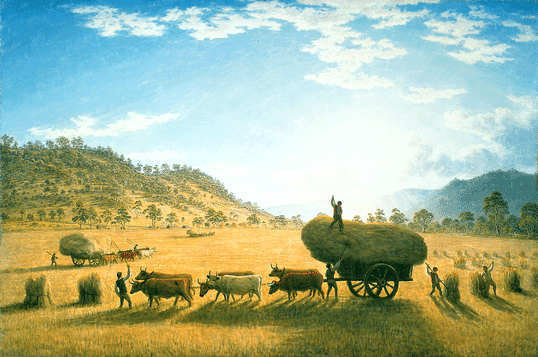
John Glover, My Harvest Home, 1835. L'histoire de l'art en Australie est souvent décrite comme le passage progressif d'un sens européen de la lumière à un sens australien de la lumière.
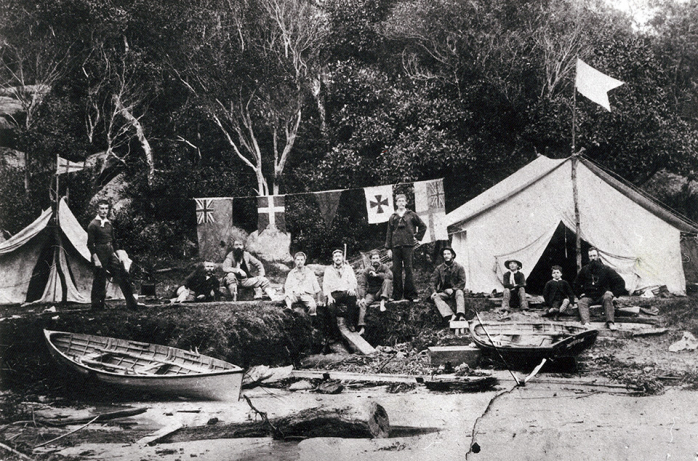
L’Artists' Camp de Balmoral Beach, Sydney, c. 1890. Inspiré par les impressionnistes français, les ateliers d'artistes se sont épanouis autour de Sydney Harbour.
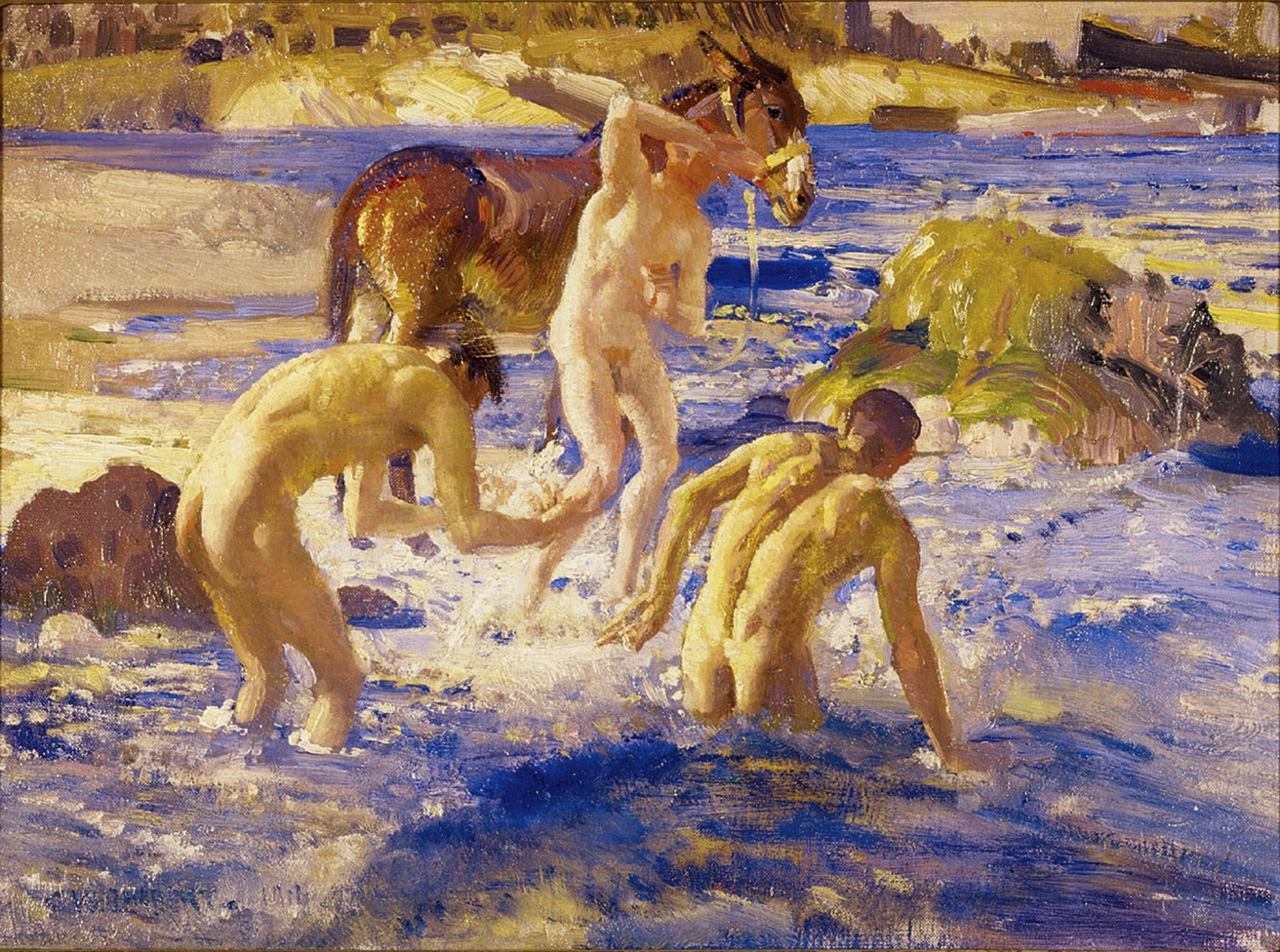
George Washington Lambert, Anzacs Bathing in the Sea, 1914. Ses peintures de la bataille de Gallipoli sont une partie de la mythologie nationale de l'Australie.

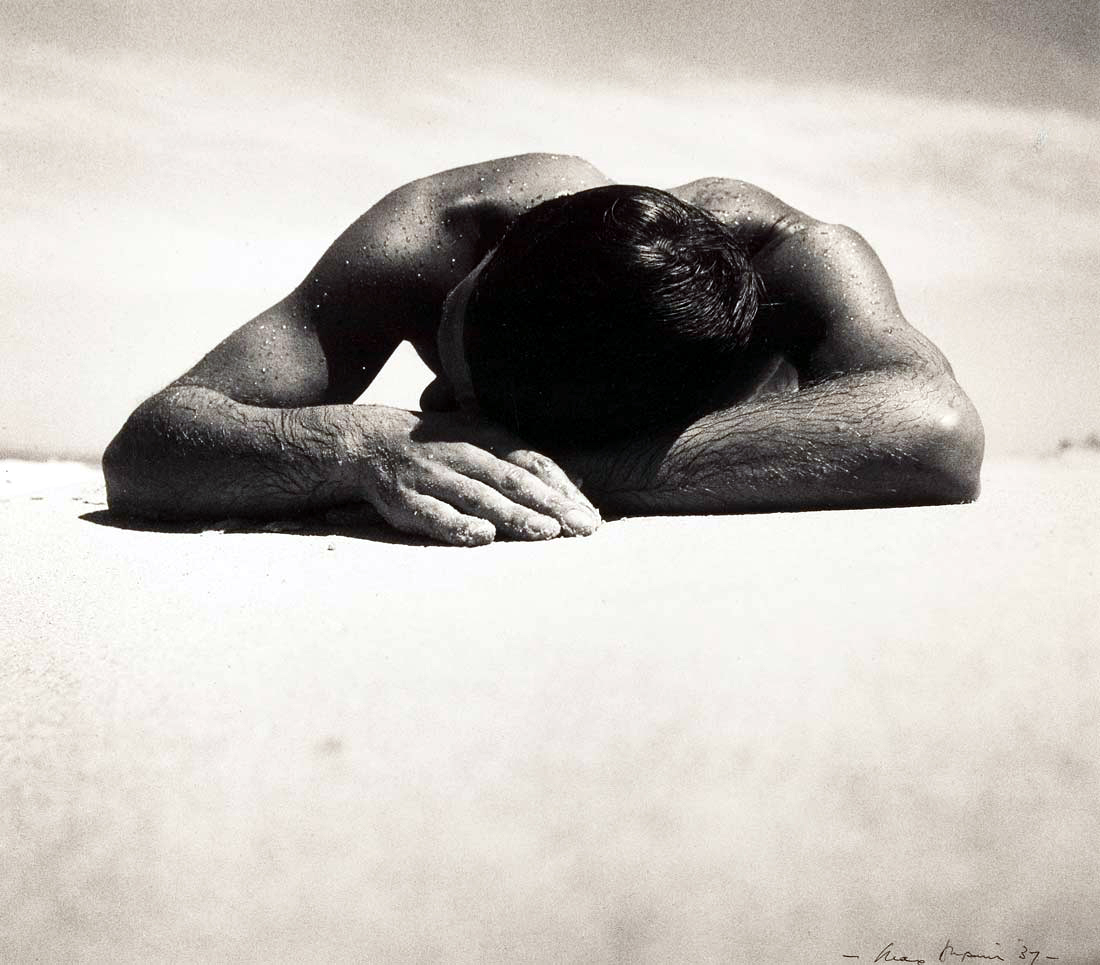
Max Dupain, Sunbaker, 1937. Dupain a représenté l'amour mythique des Australiens pour le bord de la mer.

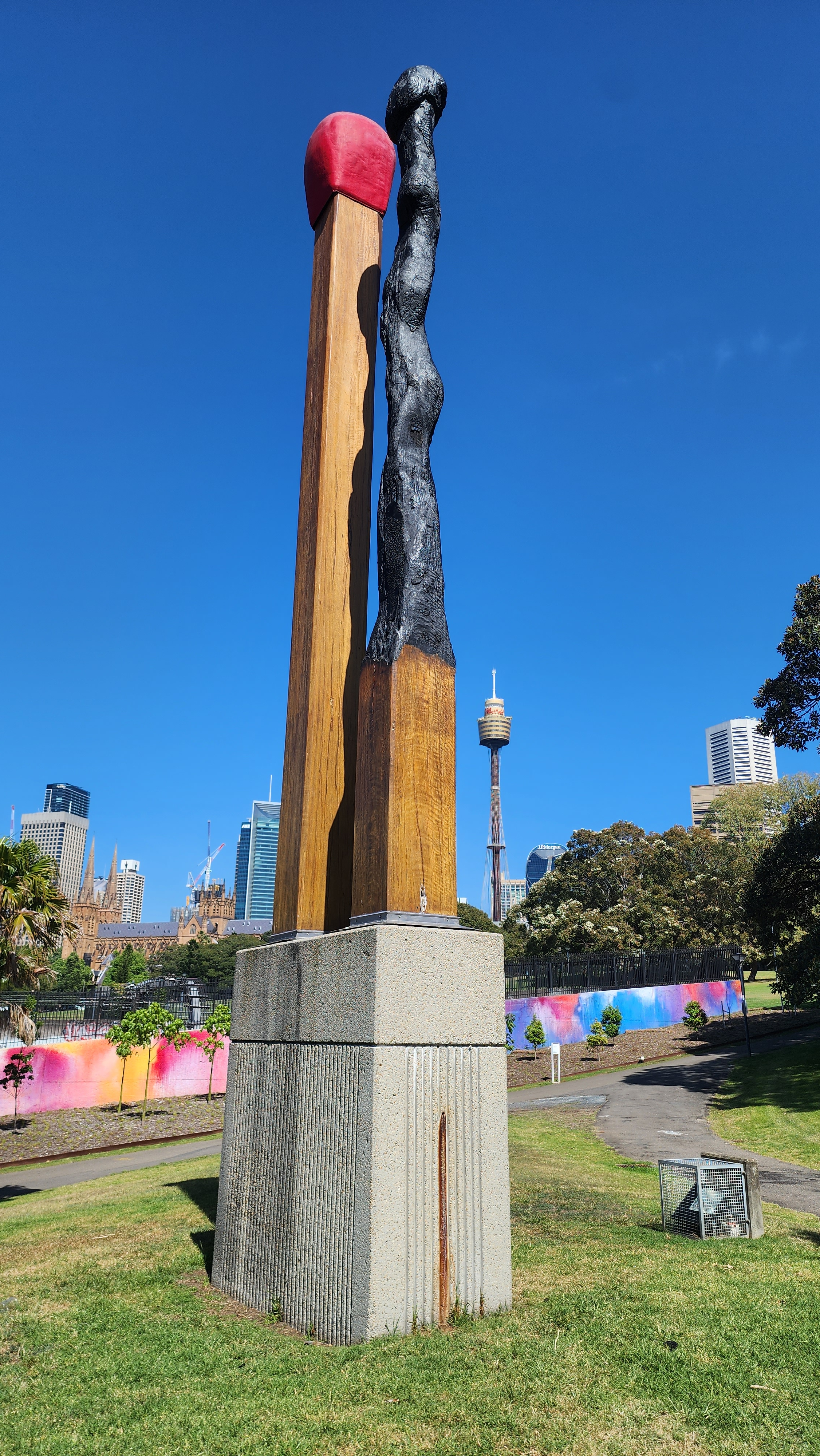
Brett Whiteley, Almost Once, 1991, devant le Galerie d'Art de Nouvelle-Galles du Sud.

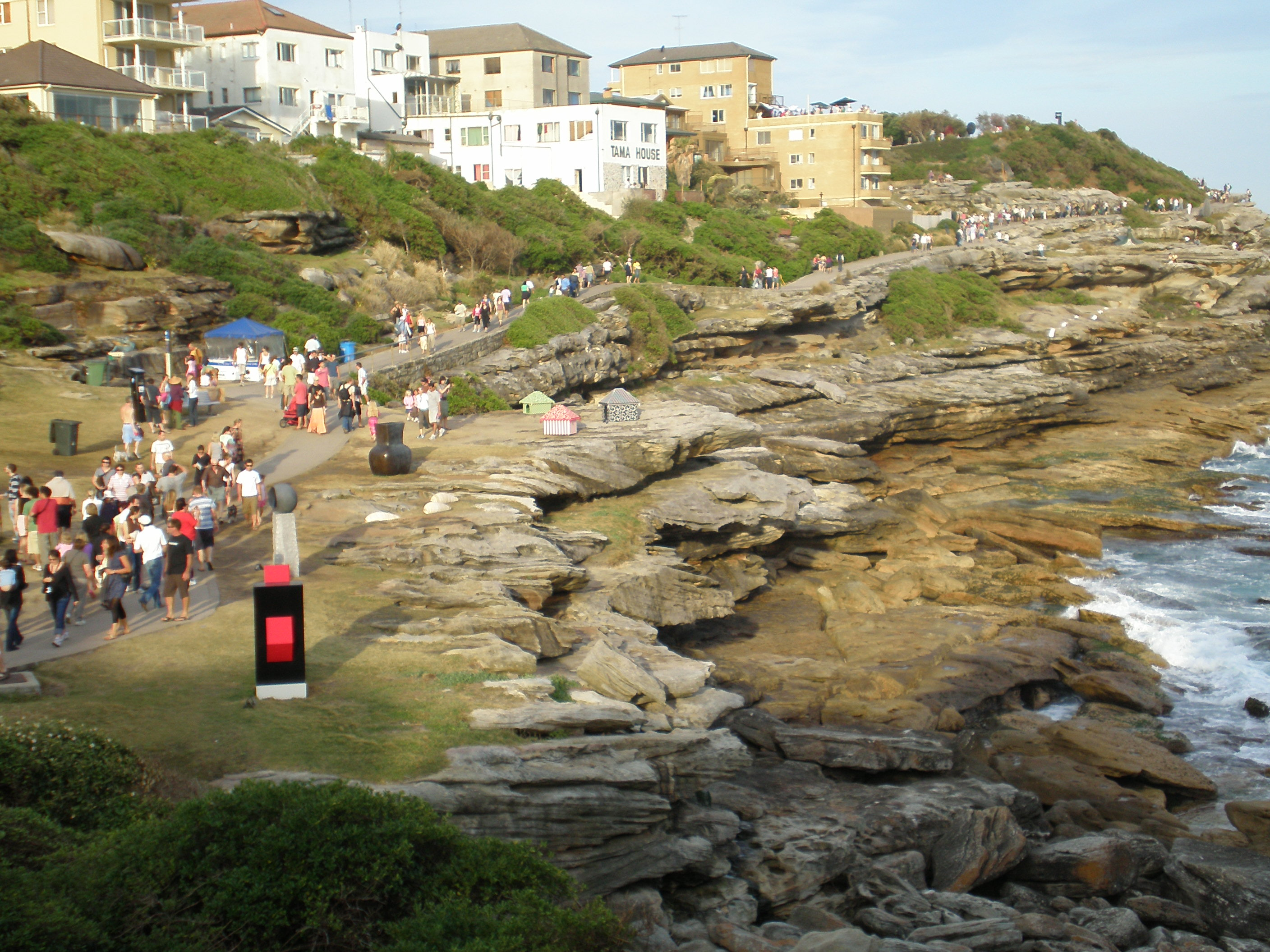
Spectateurs du prix d'art Sculpture by the Sea, près de Bondi Beach.

L'art occidental d'Australie informe sur l'histoire de l'Australie depuis l'exploration européenne. C'est également une forme de libre expression populairement utilisée. Les premières descriptions de l'Australie par les artistes européens étaient principalement des œuvres  d'histoire naturelle, dépeignant la flore et  la faune distinctives pour des buts scientifiques : comme celles de Sydney Parkinson, du voyage de James Cook. L'art en Australie à compter de 1788 est souvent décrit comme le passage progressif d'un sens européen de la lumière à un sens australien de la lumière. La lumière en Australie est nettement différente de celle de l'Europe, et très vite les peintres ont essayé de refléter cette différence dans leurs paysages. John Glover s'était spécialisé dans la représentation des paysages australiens, et est ainsi considéré comme  « le père de la peinture de paysage australienne ».
La Royal Society of Tasmania a commencé à recueillir des œuvres d'art en 1843 et en 1885 a laissé  au gouvernement sa collection, qui allait devenir la collection du musée et galerie d'art de Tasmanie.
La National Gallery of Victoria (NGV) a été fondée en 1861 et a commencé à recueillir les travaux des maîtres européens ainsi que les nouvelles écoles australiennes de  peinture. Une collection de belle qualité a pu être ainsi établie, financée par la prospérité occasionnée par la ruée vers l'or au Victoria. Le Ian Potter Centre contient la partie australienne de la collection d'art du National Gallery de Victoria, et est situé à la Federation Square à Melbourne; les travaux internationaux sont montrés à la galerie sur la St Kilda Road.
Les origines de l'art australien sont souvent associées à l'école de Heidelberg des années 1880-1890. Des artistes comme Arthur Streeton, Frederick McCubbin et Tom Roberts se sont efforcés de donner une image plus vraie de la lumière en Australie. Le mouvement a commencé en juillet 1891, quand le critique d'art Sidney Dickinson a publié une critique des expositions des travaux de Walter Withers et d'Arthur Streeton. Dickinson a noté que ces artistes, dont les œuvres ont été peintes la plupart du temps dans la région de Heidelberg près de Melbourne, pourraient être considérées comme appartenant à une école de Heidelberg. Par la suite, l'école de Heidelberg a pris une signification plus large, englobant les artistes australiens de la fin du XIXe siècle qui ont peint en plein-air dans la tradition impressionniste. Ces artistes ont été inspirés par les beaux paysages du Yarra et de la lumière unique qui caractérise le bush australien.
spirés par les impressionnistes français, les ateliers d'artistes se sont épanouis  dans les années 1880 et 1890,  autour du Sydney Harbour,  dans des endroits idylliques  allant de Balmoral Beach et Curlew Camp à Sirius Cove, là où Streeton et Roberts ont peint certains des chefs-d'œuvre reconnus de l'art australien.
Sydney a tardé à créer une galerie d'art importante. L'impulsion est venue pendant les années 1870, quand l'agitation politique en Europe a suscité en Autralasie l’idée de devenir un nouveau conservateur de la civilisation Occidentale. Une académie d'art a été formée en 1870 ; une collection d'art a été déplacée à l'emplacement actuel de la Galerie d'Art de Nouvelle-Galles du Sud en 1885 et la construction du bâtiment actuel a commencé en 1896, pour refléter l'idéal du XIXe siècle  d'un « temple classique à l'art ». La galerie accueille le prix d'art le plus prestigieux d'Australie, le Prix Archibald pour le portrait. Ce prix d'art a commencé en 1921.
Le premier peintre australien à se faire un nom à l'étranger fut John Peter Russell, pendant les années 1880. Né en 1858 à Sydney, il a voyagé en Europe  avec le jeune artiste australien, Tom Roberts. Roberts est revenu en Australie, mais Russel est allé à Paris étudier l'art. Adoptant le modèle des impressionnistes, il est devenu l’ami de  Vincent van Gogh, Toulouse-Lautrec, Antequin et Rodin. Plus tard il est devenu le premier Australien à expérimenter avec le cubisme.
Rupert Bunny est un autre artiste expatrié. Né en 1864 à Melbourne, il se rendit en Europe en 1884. À Paris, il mena  une vie mondaine avec Nellie Melba, Auguste Rodin, Claude Debussy et Sarah Bernhardt, un critique le décrivant comme « un peintre des plus parisiens ». Les portraits des femmes étaient son sujet préféré ; mais il a également peint des paysages, et des allégories - dans un modèle décrit par le critique Robert Hughes comme  « a luxurious dialogue with the visible ». Avant 1911, ses peintures avaient été exposées dans 9 collections publiques européennes, mais, sensuelles et intimes, elles n'étaient pas à la mode en Australie, où les thèmes patriotiques de l'ère de fédération étaient  préférés. Bunny revint à Melbourne en 1933, et mourut en 1947  .
Frank Hurley (1885 – 1962) était un aventurier, photographe et cinéaste australien. Il participa à un certain nombre d'expéditions en Antarctique et fut photographe officiel pour le compte de l'armée australienne au cours des deux guerres mondiales. Il a produit de remarquables images mais dans la mesure où il procédait souvent à des reconstitutions et qu'il retouchait ses photographies.
Le modernisme a été apporté en Australie en début du XXe siècle. À la tête d'avant-garde étaient Grace Cossington Smith et Margaret Preston. Cossington Smith (1892-1984) était un principal peintre de Sydney dans le mouvement moderniste australien et sa peinture The Sock Knitter (1915) est généralement considérée comme le premier peinture moderniste de l'Australie. Sa peinture plus célèbre est le post-impressionist The Bridge in-Curve (1926), qui dépeint la construction du Sydney Harbour Bridge (elle-même un travail du modernisme). Preston est devenu l'un des peintres les plus populaires d'Australie et était parmi les premiers à être influencé par l'art indigène.
L'Official War Art Scheme a été lancé pendant la Première Guerre mondiale. Il a été réactivé pendant d'autres conflits. Des artistes de WW1 notables inclus William Longstaff, Arthur Streeton et George Washington Lambert. Lambert a peint la peinture monumentale Anzac, the landing 1915 en 1922: une image qui est devenue une partie de la mythologie nationale d'ANZAC. Murray Griffin était un artiste officiel des scenes de guerre qui a été capturé par le Japonais, pendant la Seconde Guerre mondiale, et qui a enregistré l'expérience pitoyable des prisonniers de guerre. Ces artistes ont joué un rôle important dans l'interprétation de l'histoire australienne. Le Mémorial australien de la guerre montre beaucoup de leur art aujourd'hui. 
À partir des années 1970, les Aborigènes ont abordé la peinture acrylique sur toile. Cet Western Desert Art Movement est devenu l'un des mouvements d'art les plus significatifs du XXe siècle . En 2007, le tableau d'Emily Kame Kngwarreye, Earth's Creation s'est vendu pour l'équivalent de 671 000 euros.
Parmi les principaux artistes du XXe siècle , on peut citer: le surréalisme de Sidney Nolan, Arthur Boyd et Russell Drysdale; l'avant-garde de Brett Whiteley; les peintres/sculpteurs William Dobell et Norman Lindsay; les peintres de paysage Albert Namatjira et Lloyd Rees; et le photographe moderne Max Dupain. Chacun a contribué à définir le caractère des arts visuels australiens. Drysdale (1912-1981) était un peintre abstrait et surréaliste qui a créé une nouvelle vision des scènes australiennes qui a exercé beaucoup d’influence : une vision chaude, rouge, créant un sentiment d'isolement et de subtile menace. Nolan (1917-1992) était un peintre moderniste qui a aussi contribué considérablement à la mythologie visuelle de l'art australien - notamment par sa série célèbre au sujet de la Bushranger, Ned Kelly. Whiteley (1939-1992) était un artiste d'avant-garde, caractérisé par un expressionnisme lyrique et un manque d'inhibition. Son travail est montré dans de nombreuses galeries comprenant le National Gallery of Australia à Canberra, la Tate galerie à Londres, et le Museum of Modern Art à New York.
Les artistes Pro Hart et Ken Done ont contribué au développement d'un modèle australien moderne populaire et Rolf Harris a peint le portrait officiel de la reine Élisabeth II pour son quatre-vingtième anniversaire. L'humoriste renommé Barry Humphries a également été un promoteur provocateur du dadaïsme en Australie. Michael Leunig (né en 1945 à Melbourne) est un artiste australien qui est actuellement caricaturiste pour les journaux australiens. Leunig a développé un style très particulier, très reconnaissable, de caricature. C’est en 1974 qu’est sorti son premier ouvrage, The Penguin Leunig. Actuellement il vit à Melbourne où il participe régulièrement au journal local The Age de Melbourne
La National Gallery of Australia a été fondée au XXe siècle  à Canberra. Elle abrite plus de 120 000 œuvres d'art. Les collections du musée incluent  l'art australien ;  l'art des indigènes australiens (récentes mais de facture traditionnelle) ; l'art des traditions européennes, depuis les premiers colons jusqu'à aujourd'hui; l'art occidental, depuis le Moyen Âge jusqu'au monde moderne, mais surtout contemporain; l'art oriental, du sud et de l'est de l'Asie, mais surtout l’art traditionnel oriental ; l'art moderne international; la photographie (internationale et australienne); l'artisanat international, des assiettes aux vêtements ; la sculpture de Rodin à la sculpture moderne; ainsi que des expositions itinérantes. L'un des objets d'art les plus renommés du musée est Blue Poles, par Jackson Pollock.
Sculpture by the Sea est un prix d'art annuel,  en plein air, de Sydney et Perth, attribué depuis 1997. Il est situé sur la côte spectaculaire de ces deux métropoles.

## Musées et galeries
Le pays compte de nombreux musées et galeries d'art (y compris dans de petites villes), notamment:
- La National Gallery of Victoria (à Melbourne)
- La National Gallery of Australia (à Canberra)
- Galerie nationale australienne de portraits  (à Canberra).
- La Galerie d'Art de Nouvelle-Galles du Sud (à Sydney)
- Le National Museum of Australia (à Canberra)
- Musée national d'Australie-Méridionale
- Mémorial australien de la guerre
- Ballarat Fine Art Gallery
- Canberra Museum and Gallery
- Museum and Art Gallery of the Northern Territory
- Museum of Contemporary Art Australia (Sydney)
- Norman Lindsay Gallery and Museum
- Perth Institute of Contemporary Arts
- Queensland Art Gallery
- Queensland Gallery of Modern Art
- Tandanya National Aboriginal Cultural Institute
- Le musée et la galerie d'art tasmanien, à Hobart
- Le Museum of Old and New Art (MONA), à Hobart

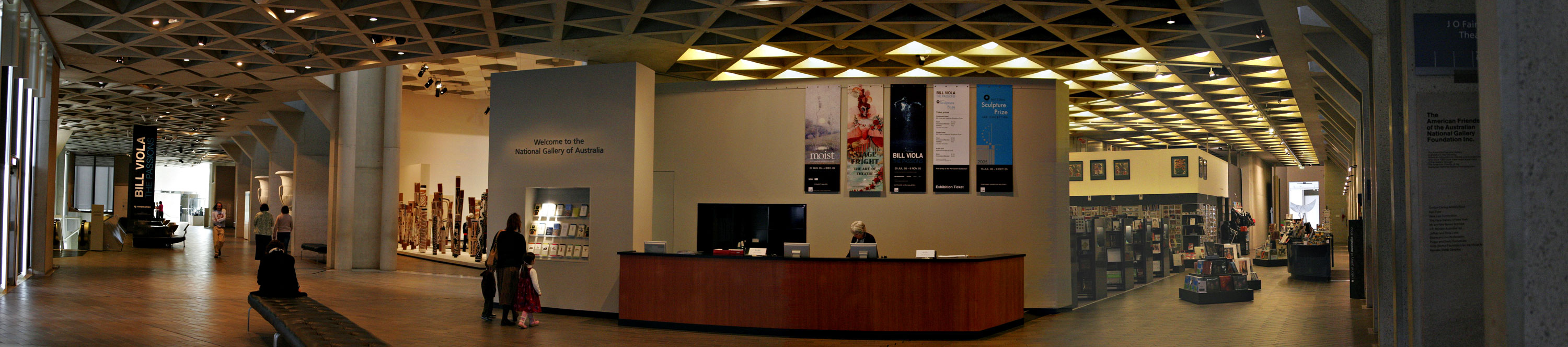
Le hall d'entrée de la Galerie nationale d'Australie, à Canberra.
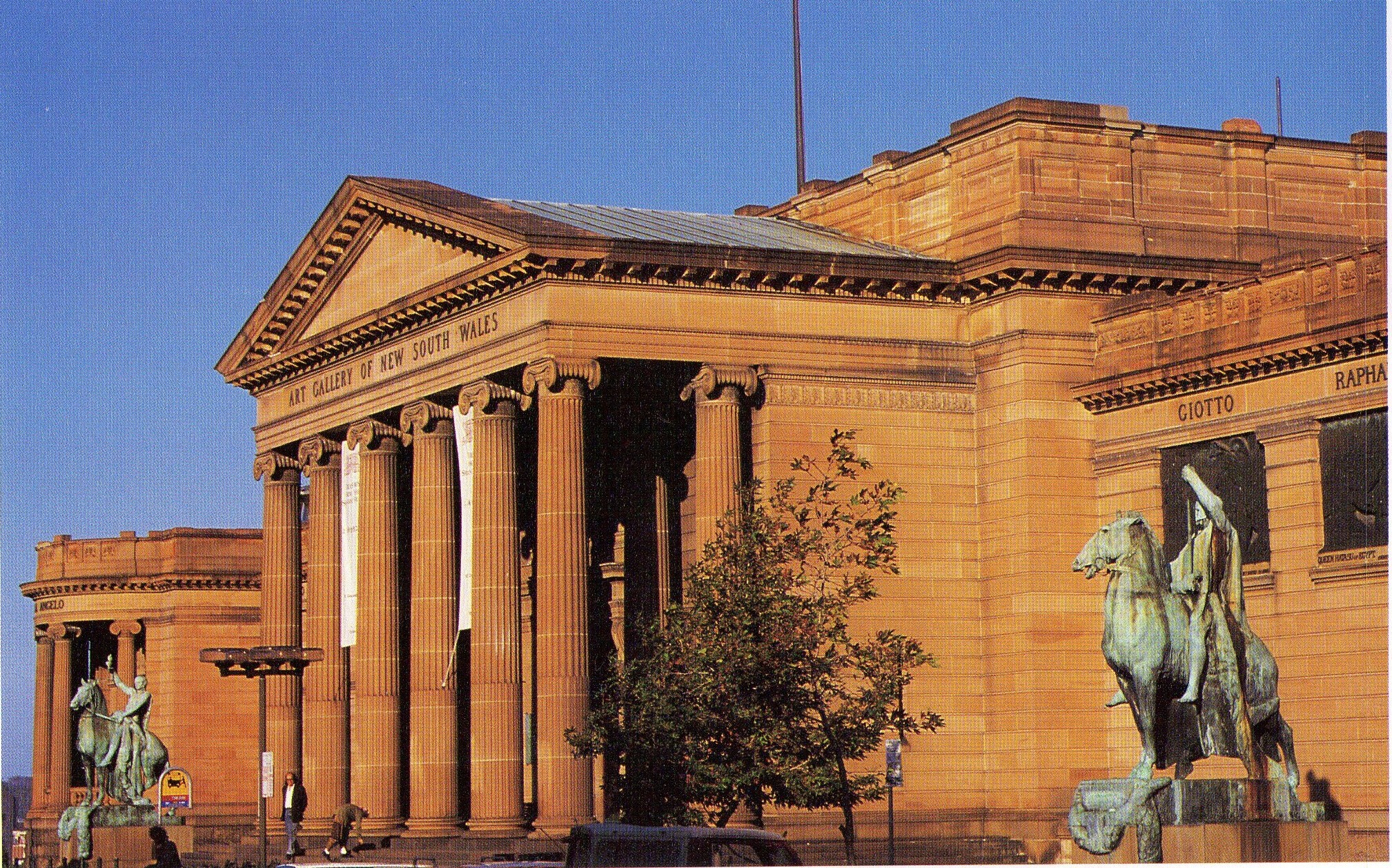
Galerie d'Art de Nouvelle-Galles du Sud, à Sydney.
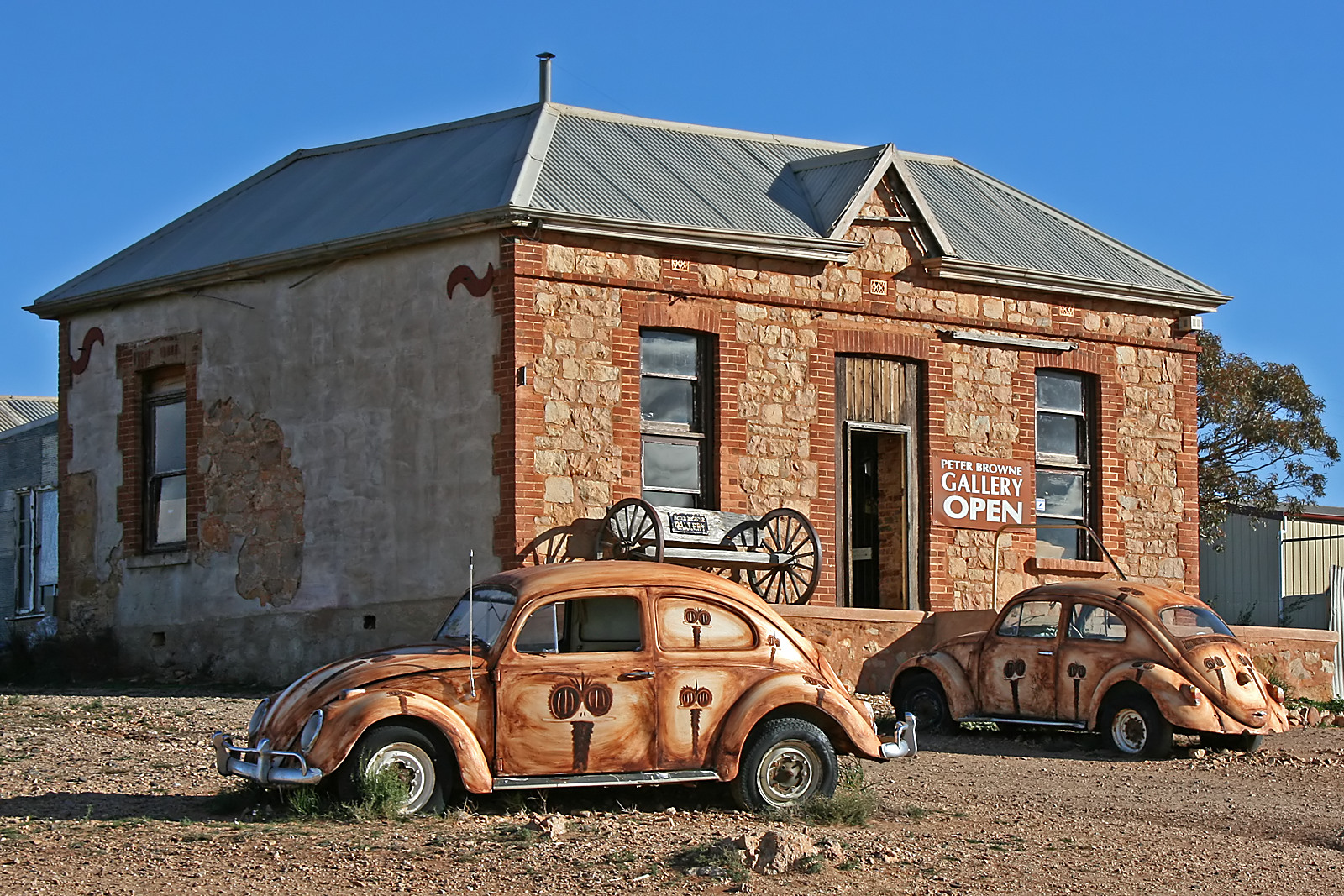
Le Galerie Peter Browne, à Silverton (Nouvelle-Galles du Sud).

## Galerie

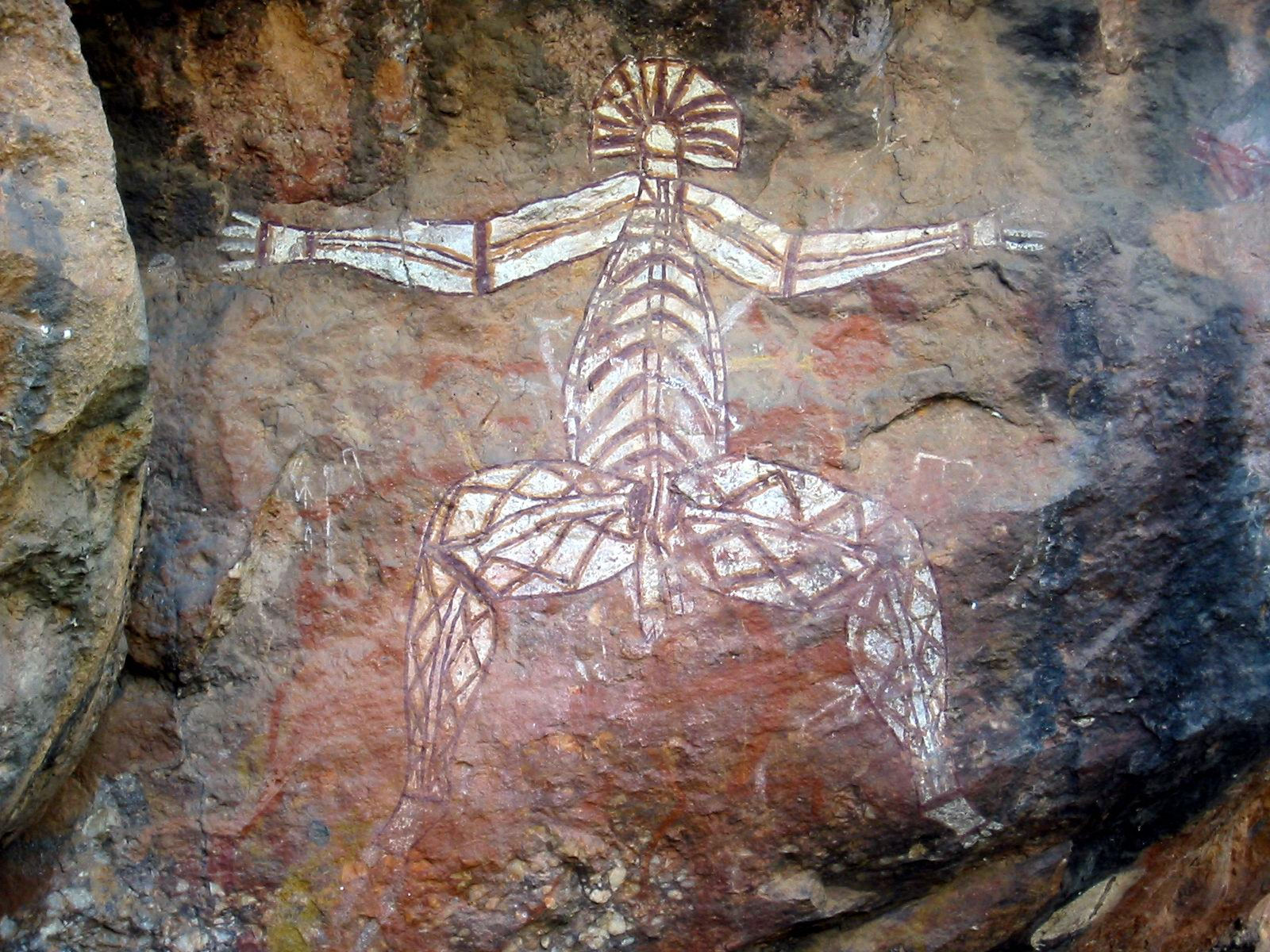
Art des aborigènes d'Australie
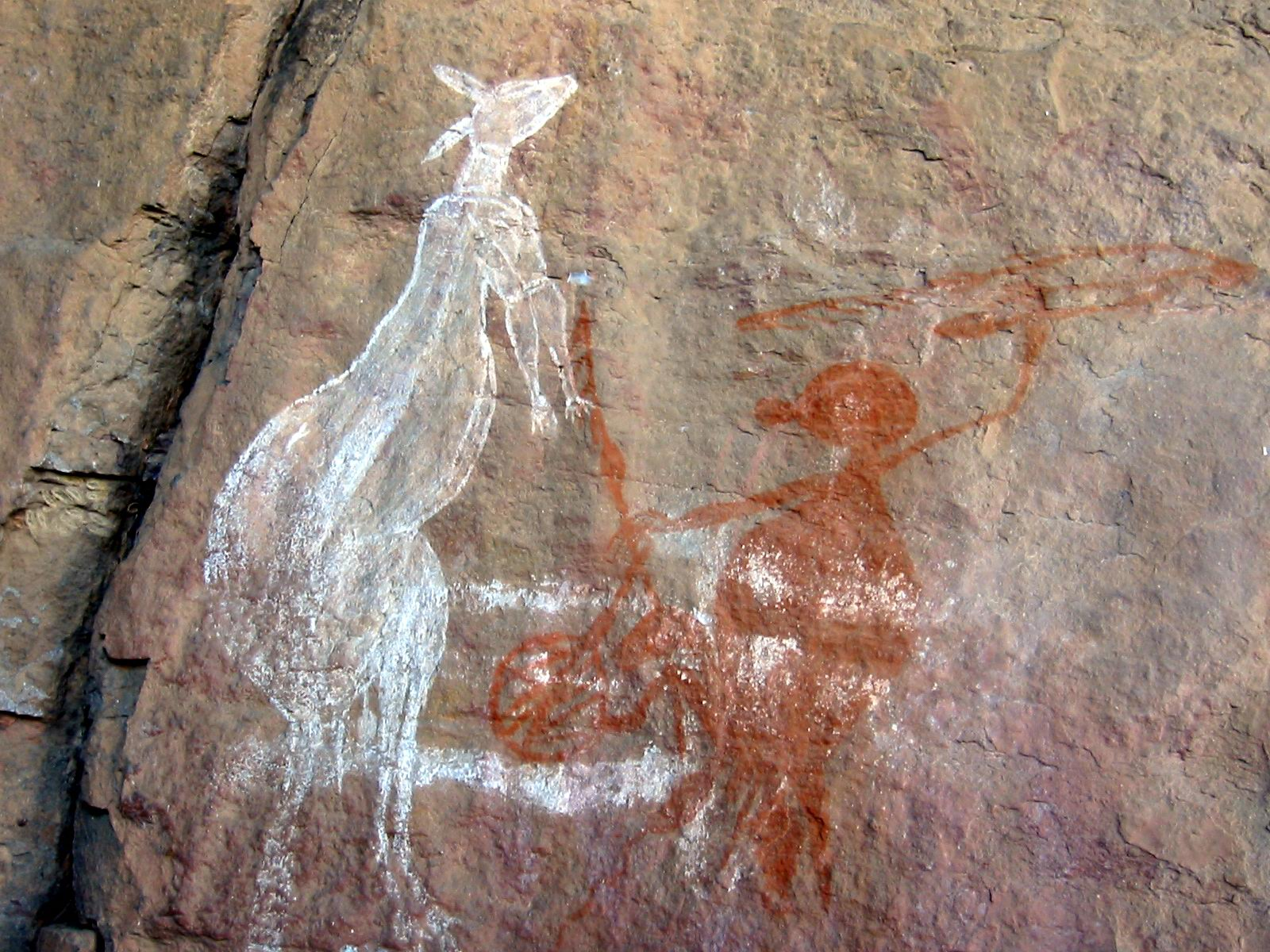
Kanguroo et guerrier, Kakadu
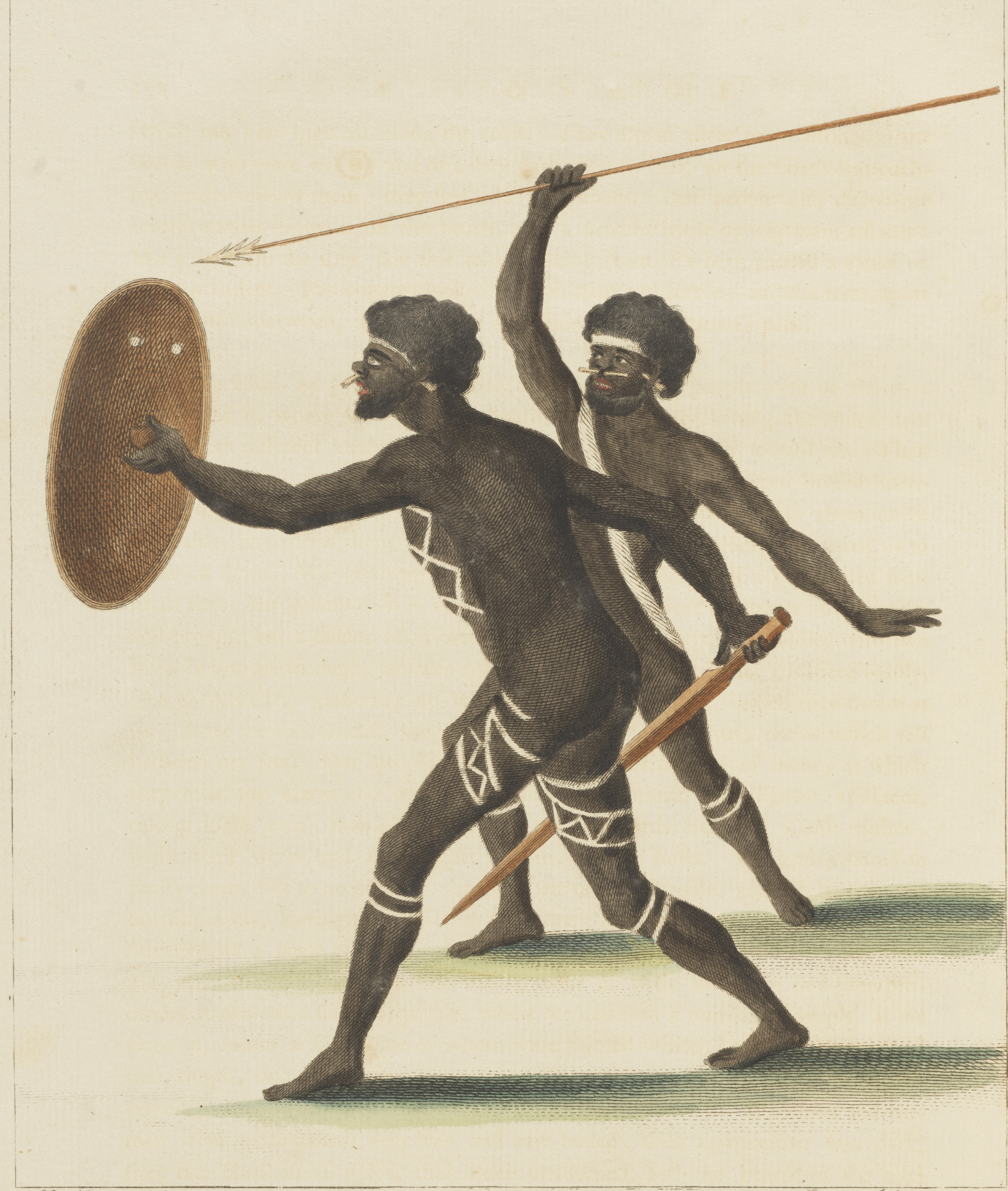
Sydney Parkinson, Two of the Natives of New Holland Advancing To Combat (1770)
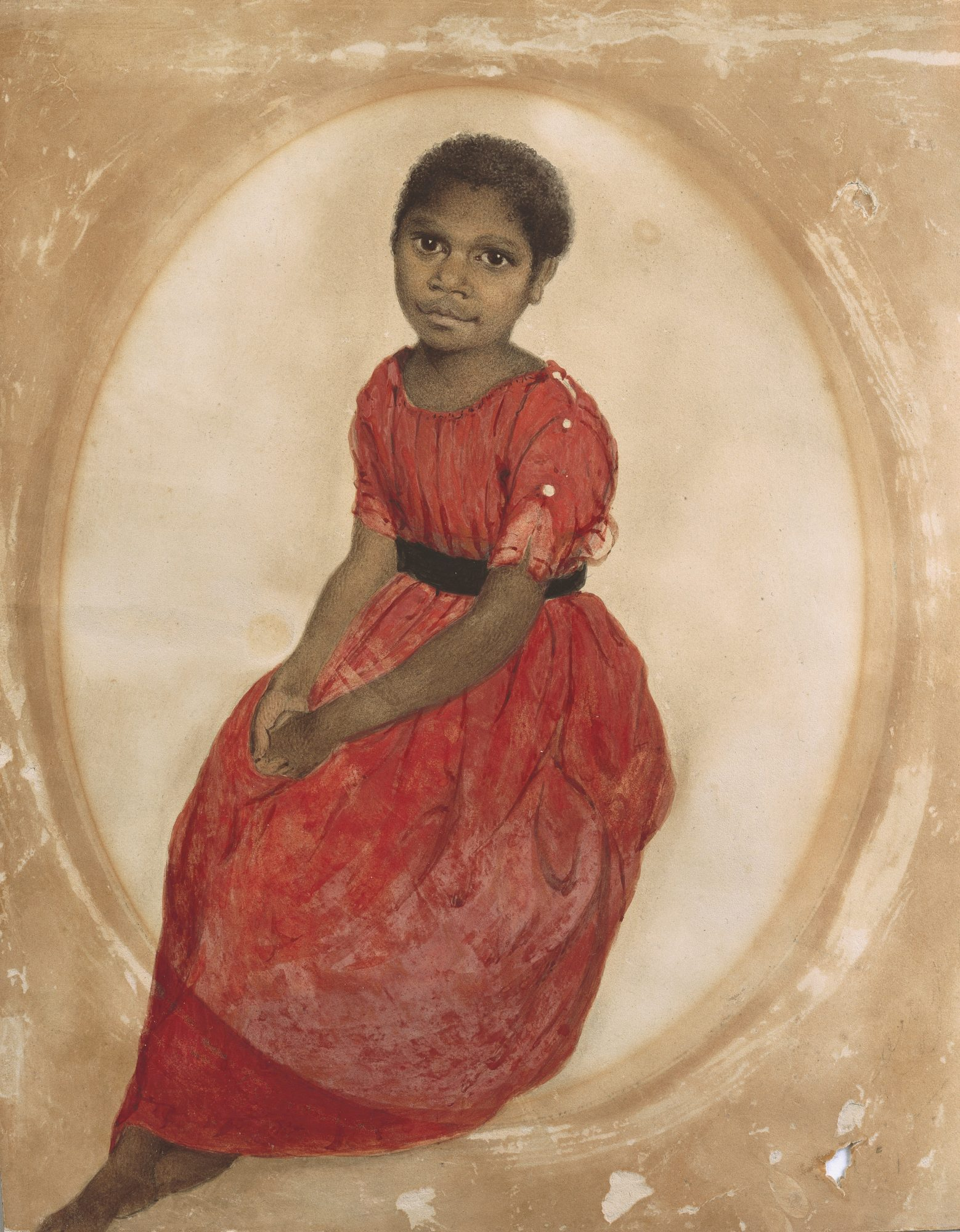
Thomas Bock, Portrait de Mathinna, 1842.
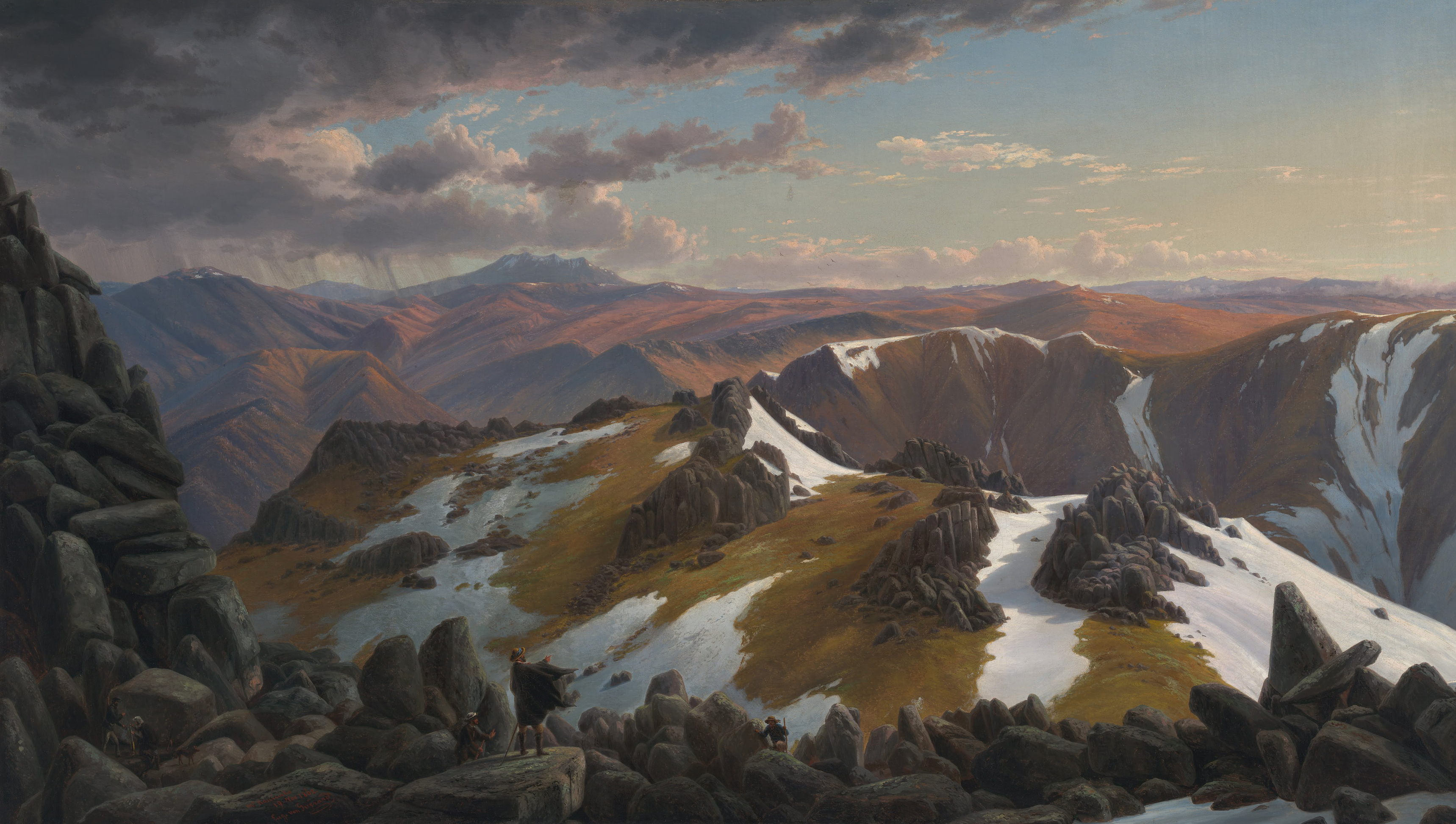
Eugene von Guérard, North-east View from the Northern Top of Mount Kosciusko, 1863.
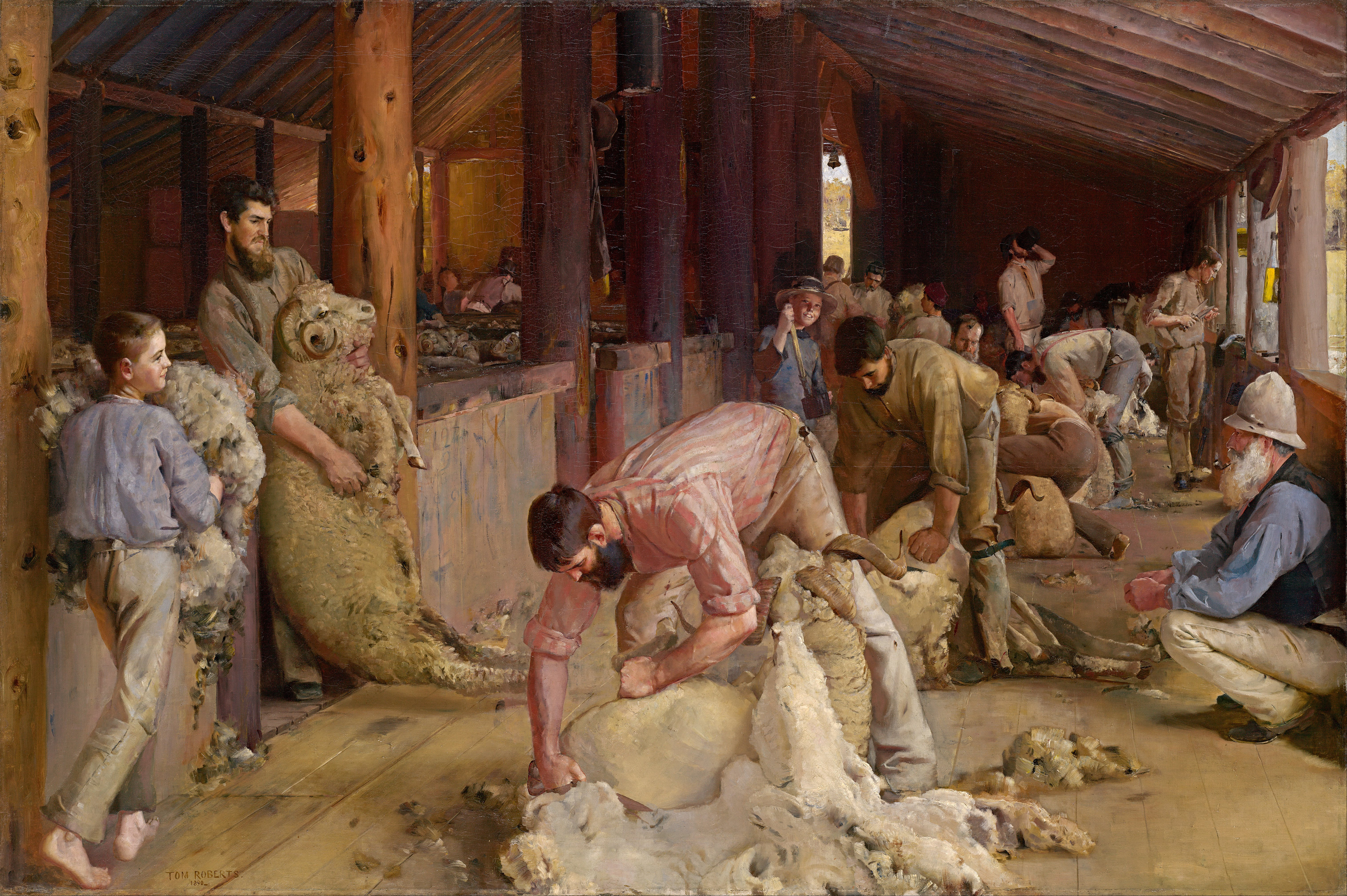
Tom Roberts, Shearing the Rams, 1888-1890
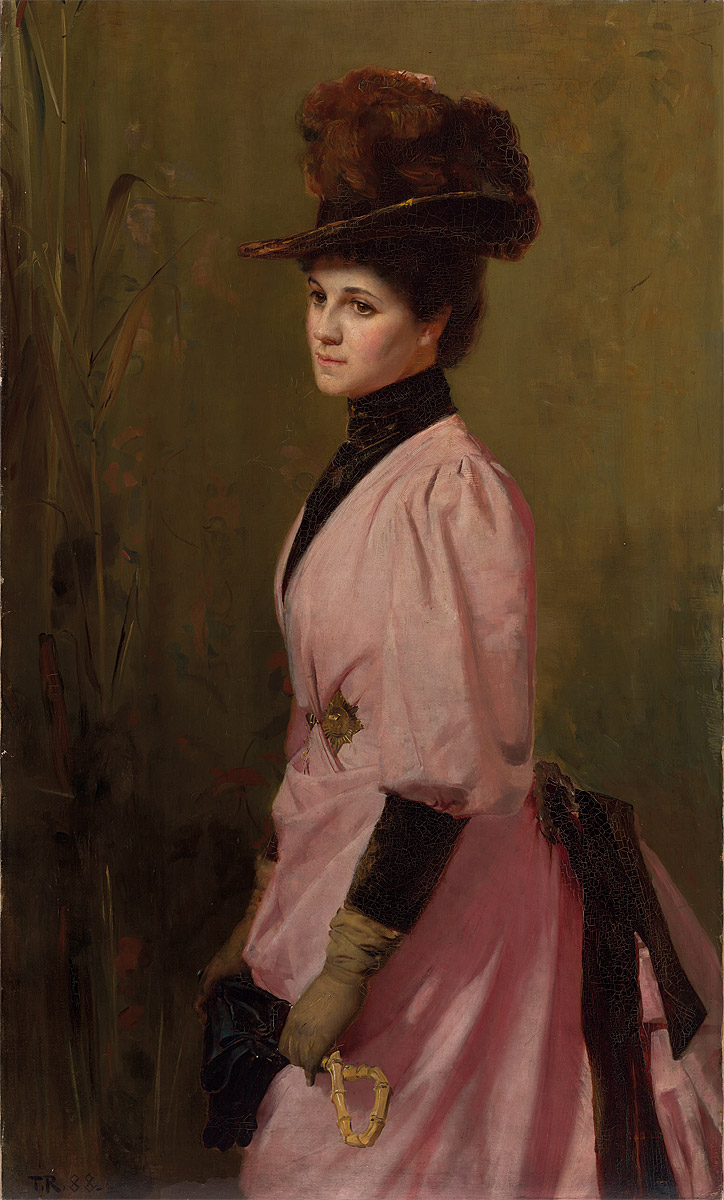
Tom Roberts : The Australian Native(1888)
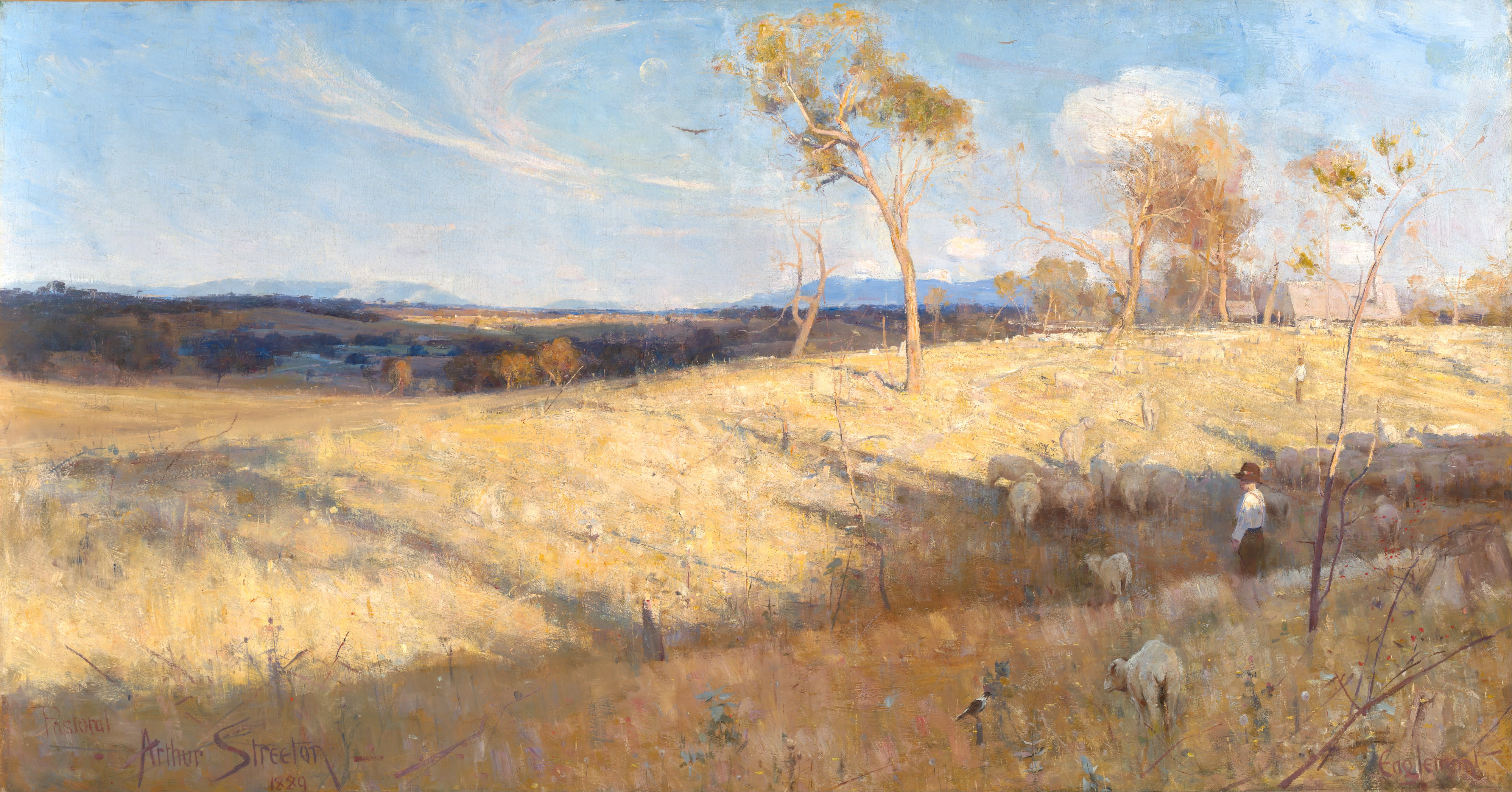
Arthur Streeton, Golden Summer, Eaglemont, 1889
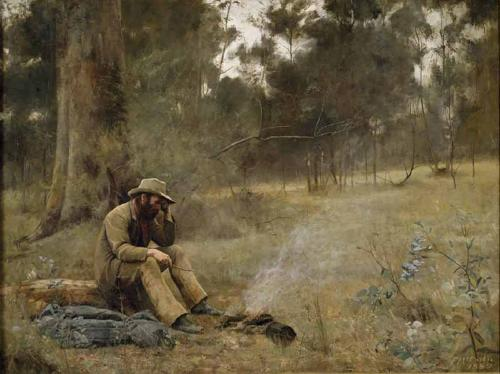
Frederick McCubbin, Down on His Luck, 1889
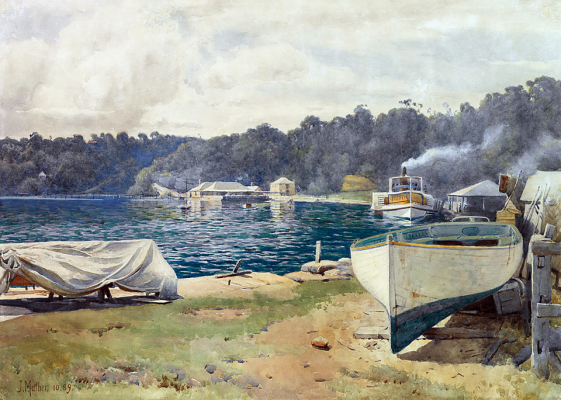
Mosmans Bay (1889) par John Mather
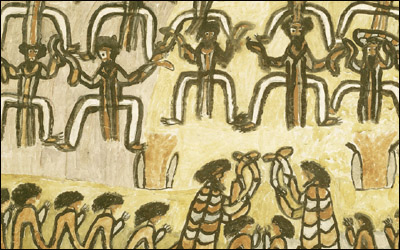
Corroborree, par William Barak, 1898
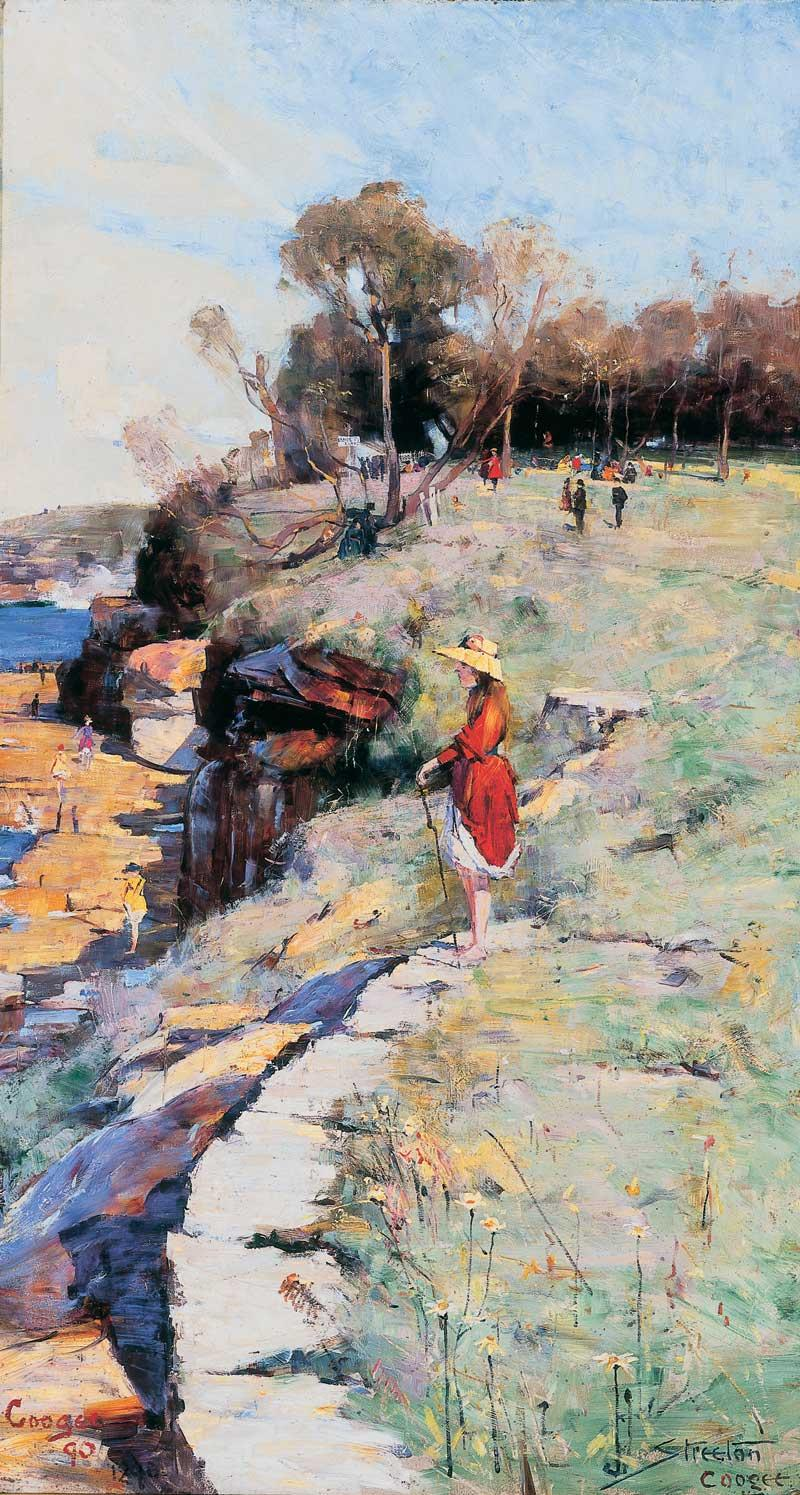
Arthur Streeton, Sunlight Sweet, Coogie
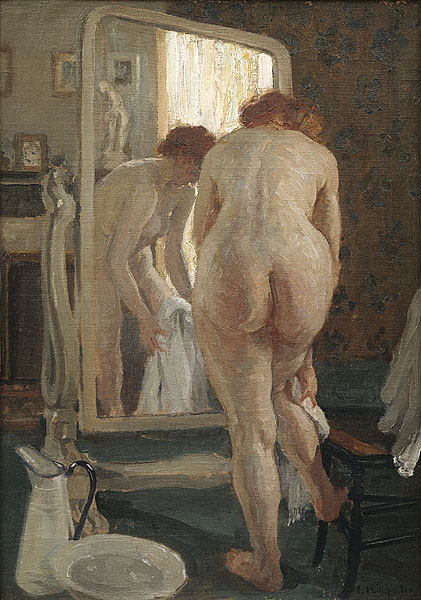
E. Phillips Fox, After the Bath, c.1911.
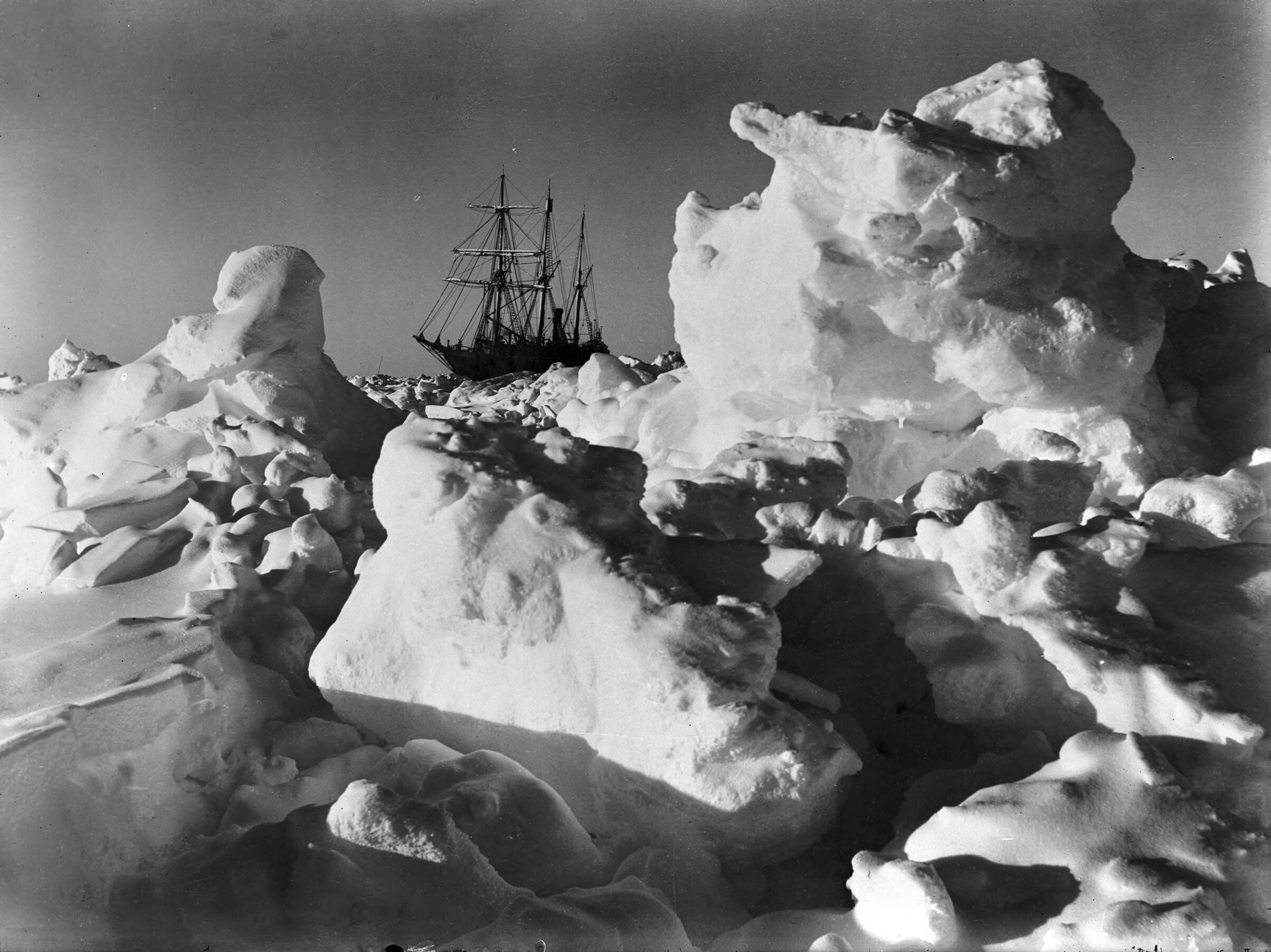
L'Endurance pris dans les glaces en février 1915, par Frank Hurley
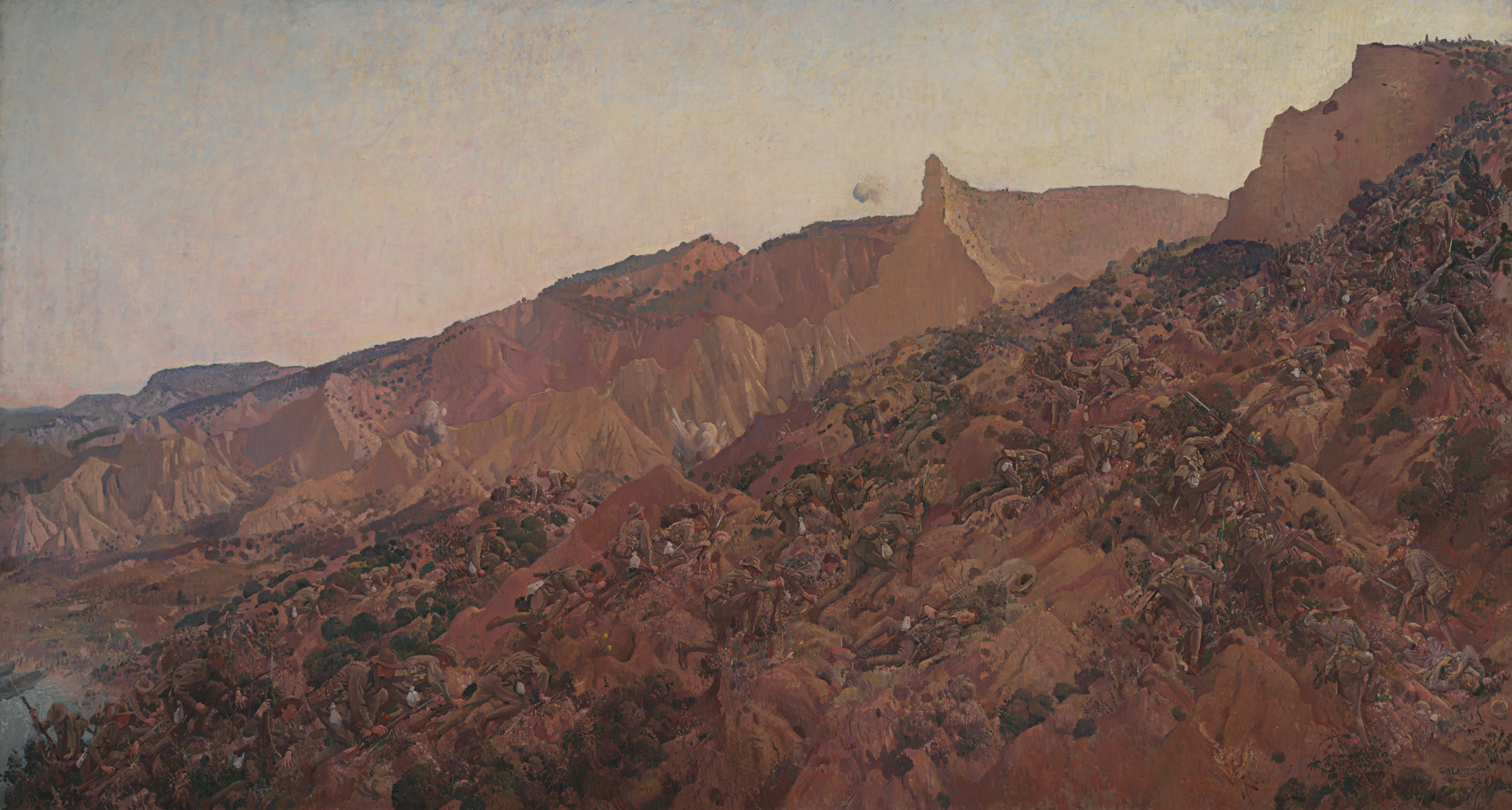
George Washington Lambert, Anzac, the landing 1915, 1922.
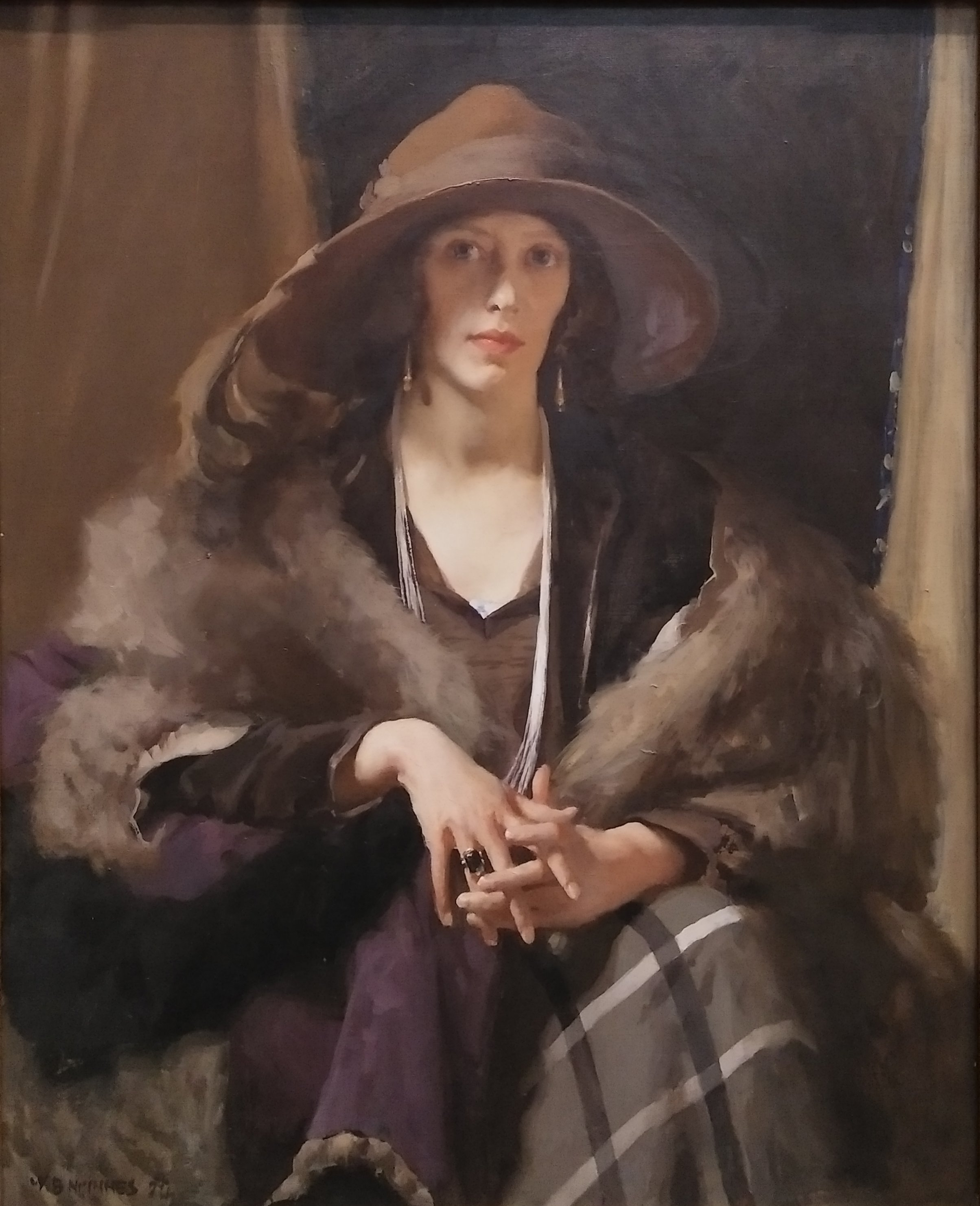
Portrait of Miss Collins, par W. B. McInnes (1924)
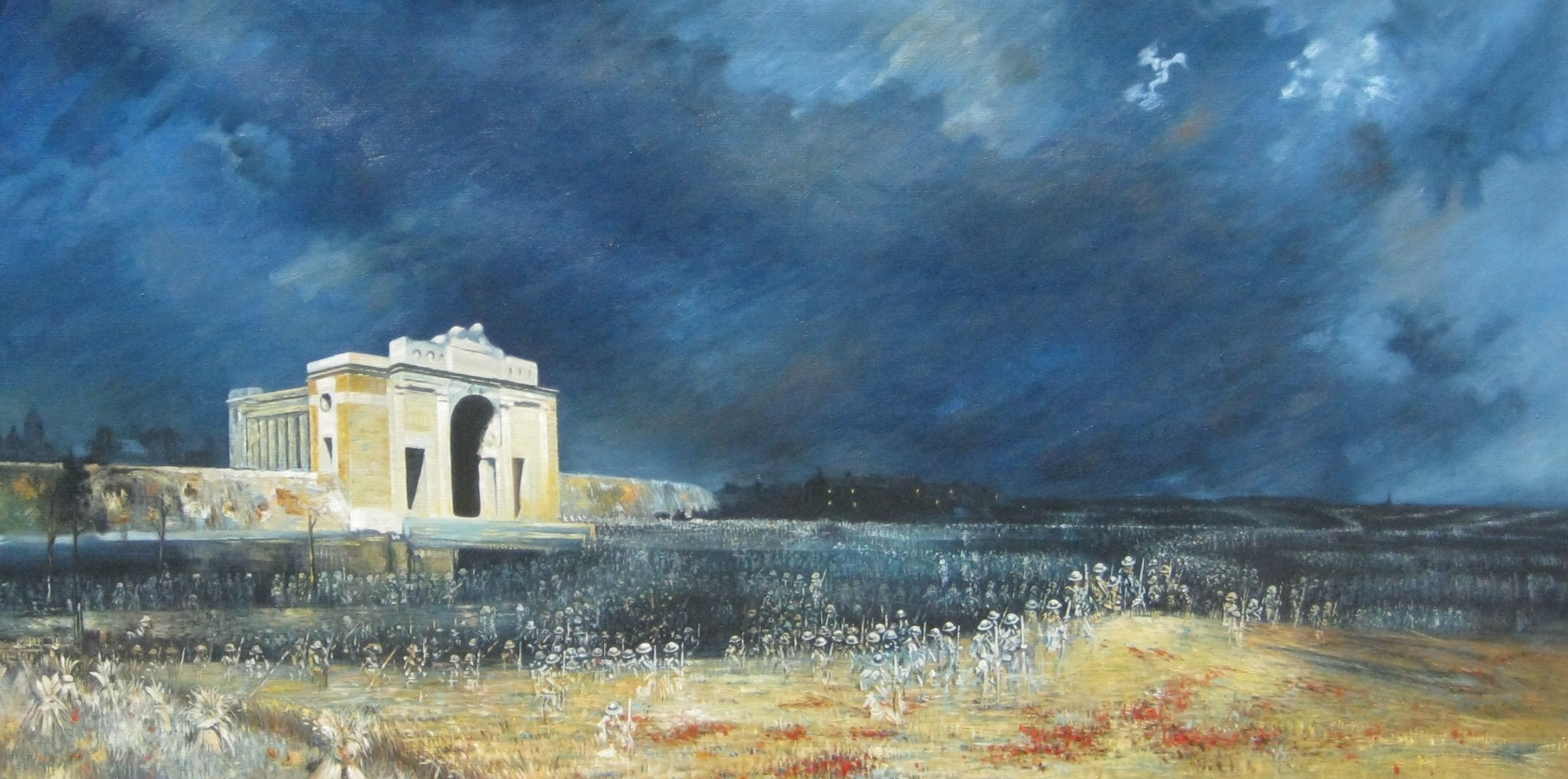
William Longstaff, Menin Gate at Midnight (1927)
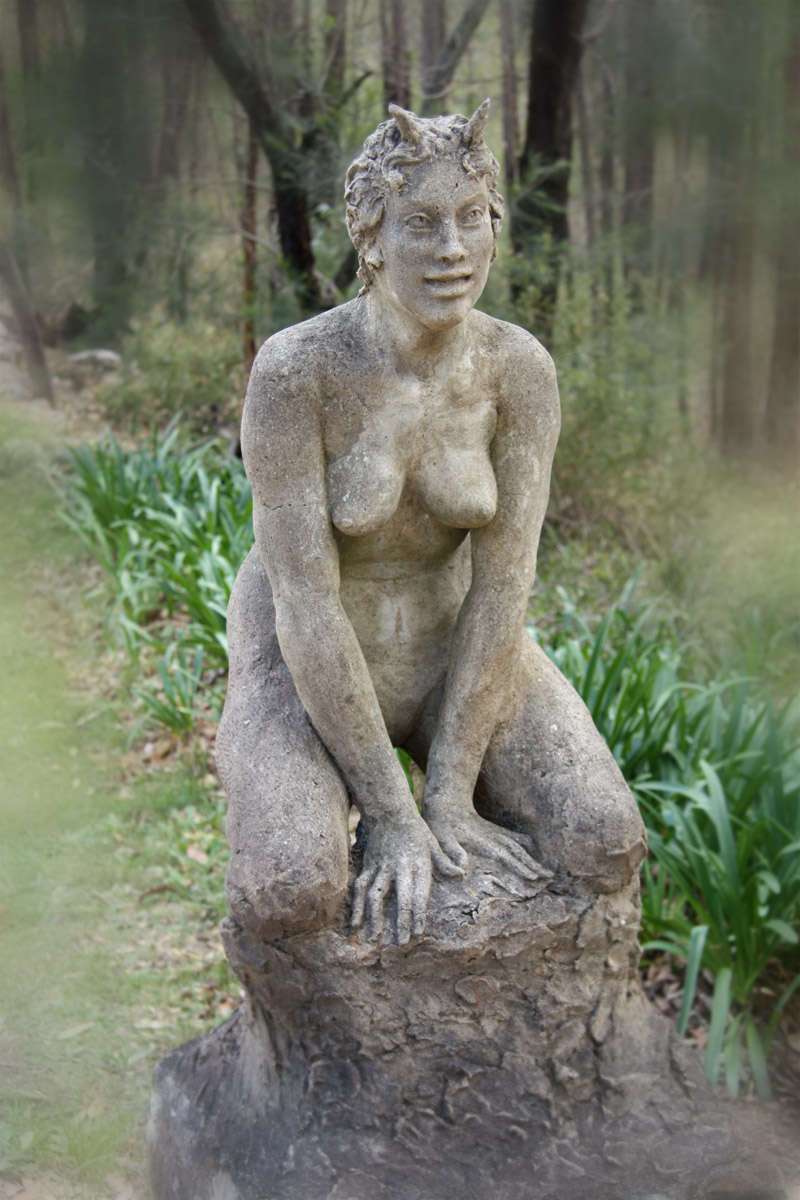
Norman Lindsay, Satyre.
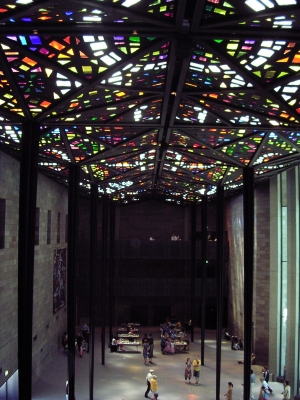
Leonard French, le plafond du National Gallery of Victoria.